# 줄무늬반디쿠트
줄무늬반디쿠트(Microperoryctes longicauda)는 반디쿠트과에 속하는 유대류의 일종이다. 서뉴기니와 인도네시아에서 발견된다. 자연 서식지는 아열대 또는 열대 기후 지역의 건조림이다.